# Philippe Bernier Arcand
Philippe Bernier Arcand, nacido 1980 en Quebec, es ensayista.
Philippe Bernier Arcand es profesor en la Universidad Saint-Paul de Ottawa. También enseñó en la Universidad Sainte-Anne en Nueva Escocia.
Es columnista del periódico L'Acadie Nouvelle.
Su libro Faux rebelles: les dérives du "politiquement incorrect" ganó el Governor General's Award for French-language non-fiction en 2023. Su libro La dérive populiste ganó el Ottawa Book Award en 2014.

## Premios y nominaciones
- 2023 - Governor General's Award for French-language non-fiction, por Faux rebelles: les dérives du "politiquement incorrect".[6]
- 2023 - Nominación al Ottawa Book Award por Faux rebelles: les dérives du "politiquement incorrect".[7]
- 2014 - Ottawa Book Award, por La dérive populiste.[8]

## Obras
- Faux rebelles: les dérives du "politiquement incorrect", Poètes de brousse, 2022[9][10]
- Le Parti québécois: d'un nationalisme à l'autre, Poètes de brousse, 2015 [11][12]
- La dérive populiste, Poètes de brousse, 2013 [13]
- Je vote moi non plus, Amérik Média, 2009 [14][15]